# Salival
Salival è una raccolta del gruppo musicale statunitense Tool, pubblicato il 12 dicembre 2000 dalla Tool Dissectional.

## Descrizione
Distribuito sotto forma di cofanetto, il CD contiene una selezione di alcuni brani eseguiti dal vivo dal gruppo tra il 1992 e il 1998, mentre il DVD/VHS raccoglie tutti i videoclip fino ad allora pubblicati. All'interno della confezione si trova anche un libro di 56 pagine contenente fotografie e immagini tratte dai video dei Tool.
Nel CD vi sono anche due brani registrati in studio. Il primo, You Lied, è una cover dei Peach (gruppo nel quale militò il bassista Justin Chancellor), mentre il secondo, No Quarter, è una cover dei Led Zeppelin originariamente realizzata per comparire nella colonna sonora che accompagnava un libro dell'autore statunitense Howard Stern, ma a seguito screzi con lo stesso, il gruppo non diede l'assenso al suo inserimento nella colonna sonora stessa. Nel pezzo dei Peach, You lied, compare alla seconda chitarra Buzz Osborne, il chitarrista e cantante dei Melvins, mentre il monologo iniziale del pezzo Third Eye è stato campionato dal video di Timothy Leary How to Operate Your Brain.

## Tracce
Testi e musiche di Danny Carey, Justin Chancellor, Maynard James Keenan e Adam Jones, eccetto dove indicato.
CD
1. Third Eye (Live) – 14:05
2. Part of Me (Live) – 3:52 (Danny Carey, Paul D'Amour, Maynard James Keenan, Adam Jones)
3. Pushit (Live) – 13:56 (Danny Carey, Paul D'Amour, Maynad James Keenan, Adam Jones)
4. Message to Harry Manback II – 1:12
5. Merkaba (Live) – 9:48
6. You Lied (Live) – 9:16 (Simon Oakes) – originariamente interpretata dai Peach
7. No Quarter – 11:00 (Jimmy Page, Robert Plant, John Paul Jones) – originariamente interpretata dai Led Zeppelin
8. LAMC – 10:53 – contiene la traccia fantasma Maynard's Dick

DVD/VHS
1. Sober – 5:05
2. Prison Sex – 4:54
3. Stink Fist – 5:13
4. Ænema – 6:45
5. Hush – 2:49 – presente nell'edizione DVD

## Formazione
Gruppo
- Maynard James Keenan – voce
- Adam Jones – chitarra
- Justin Chancellor – basso
- Danny Carey – batteria

Altri musicisti (CD)
- Aloke Dutta – tabla acustica (traccia 1)
- Vincent de Franco – sintetizzatore (traccia 3)
- David Bottrill – tastiera (traccia 4)
- Buzz Osborne – seconda chitarra (traccia 6)

## Classifiche
| Classifica (2000) | Posizione massima |
| ----------------- | ----------------- |
| Australia         | 29                |
| Stati Uniti       | 38                |